# Xã Hanover, Quận Beaver, Pennsylvania
Xã Hanover (tiếng Anh: Hanover Township) là một xã thuộc quận Beaver, tiểu bang Pennsylvania, Hoa Kỳ. Năm 2010, dân số của xã này là 3.690 người.